# Comisariado del Pueblo de la Inspección de Trabajadores y Campesinos de la URSS
El Comisariado del Pueblo de la Inspección de Trabajadores y Campesinos también conocido simplemente como Rabkrin (en ruso: Рабкри́н) fue una agencia estatal soviética que existió entre los años 1920 y 1934 en la Unión Soviética. Dicha agencia del gobierno bolchevique soviético era la encargada de inspeccionar y revisar a las diferentes administraciones y empresas del estado soviético, a nivel local, regional y nacional. Su nombre completo en ruso es Рабо́че-крестья́нская инспе́кция, que en español significa "Inspección de Obreros y Campesinos".

## Historia de la Rabkrin

### Los inicios de la Rabkrin
La Rabkrin empezó el 7 de febrero de 1920, el Soviet Ejecutivo del Comité Central estableció la Rabkrin como organización sucesora del "Comisariado del Pueblo para el Control del Estado". El término Rabkrin viene de la frase (en ruso: Narodnyi Kommissariat Raboche-Krestyanskaya Inspektskaya), (en español: Comisariado del Pueblo para la Inspección de Trabajadores y Campesinos).
La Rabkrin fue creada para asegurar la efectividad del recién creado gobierno soviético, el cual había experimentado ciertas dificultades burocráticas al inicio de la Revolución Rusa, y dichas tribulaciones habían continuado hasta la Guerra Civil Rusa. Mientras que el Comisariado del Pueblo para el Control del Estado fue una institución clave para la creación de la Unión Soviética, su mala gestión y control burocrático llevaron a Vladímir Ilich Lenin a disolver el consejo y a reemplazarlo con una división más manejable de la autoridad del gobierno. El anterior encargado del Comisariado del Pueblo para el Control del Estado, Iósif Stalin, fue puesto al mando de la agencia recién formada. La Rabkrin era una señal de un nuevo comienzo de la administración soviética. La Rabkrin fue una creación del gobierno soviético y no tenía ninguna conexión con el anterior gobierno zarista.

### La Rabkrin durante las administraciones de Lenin y Stalin
Durante sus tres primeros años de funcionamiento, la Rabkrin fue crucial en el desarrollo del creciente estado comunista. El Departamento Central de Reclamaciones de la Rabkrin tenía como único propósito encontrar y eliminar la ineficacia dentro de la administración del estado. En teoría, cualquier ciudadano soviético podía rellenar una queja o reclamación contra el gobierno de su país a través de esta oficina. El camarada Lenin vio en esto una ocasión de dar una voz al pueblo para que este pudiera opinar sobre su gobierno. Después de fallar en sus objetivos y ser severamente criticada, entre otros por el propio Lenin, en 1923, la organización fue fusionada con la Comisión de Control del Partido para así pasar a convertirse en un órgano de control conjunto bajo un presidente común para supervisar al estado, la economía y al partido comunista. Con el ascenso al poder de Stalin tras la muerte del camarada Lenin en 1924, la Oficina de Reclamaciones se convirtió en una herramienta siniestra para el nuevo líder. La Oficina de Reclamaciones fue usada como una táctica para animar a los ciudadanos soviéticos a ofrecer informes detallados, pruebas y testimonios procedentes de camaradas de toda confianza leales al estado soviético que informaban sobre otras personas opuestas al estado que presuntamente formaban parte de organizaciones anticomunistas. Muchas de las denuncias eran seguidas de una rápida declaración del acusado, en muchos casos el tribunal entonces decidía según las pruebas pertinentes. En 1929, la Oficina de Reclamaciones de la Rabkrin fue fusionada con la Oficina de Reclamaciones del Consejo Central de Sindicatos de Toda la Unión, otra organización soviética administrativa encargada de los sindicatos. Esta unión llevó a un aumento de las reclamaciones procedentes tanto del sector industrial como del sector agrícola, dichas reclamaciones continuaron hasta 1934.
Después de su ascenso al puesto de Secretario General del Partido Comunista de la Unión Soviética (PCUS), Stalin dejó el puesto de comisario a su aliado y hombre de confianza Sergó Ordzhonikidze. Bajo un nuevo liderazgo, la Rabkrin presionó a los otros departamentos económicos del gobierno soviético para conseguir una mayor eficiencia, principalmente al Soviet Supremo de la Economía Nacional (Vesenja) y a la Comisión Estatal de Planificación (Gosplan). En el plan primer plan quinquenal de Stalin, la Rabkrin era la responsable de buscar nuevas inversiones industriales para alcanzar la máxima producción con el mínimo gasto de recursos. Desde 1929 hasta 1932, las luchas de poder entre la Vesenja, la organización responsable de aumentar la producción y la Rabkrin se hicieron más evidentes.
Una serie de investigaciones sobre la eficacia industrial de la Vensenja fueron llevadas a cabo por la Rabkrin para detectar posibles negligencias en las empresas, dichas investigaciones detectaron también un excesivo control burocrático. Las investigaciones relativas al funcionamiento de las instituciones soviéticas iban de la mano con la purga de los antiguos miembros del partido bolchevique durante las primeras etapas de la Gran purga. Stalin y su administración creían que ciertos individuos dentro del aparato estatal soviético, algunos de ellos situados en instituciones como la Vesenja, estaban saboteando a propósito el crecimiento económico de la Unión Soviética. Las investigaciones de la Rabkrin ofrecieron pruebas suficientes para acusar de sabotaje a miles de oficiales y funcionarios del gobierno.
Dentro del Comisariado de Agricultura del Pueblo, las investigaciones de la Rabkrin llevaron a un cierto descontento en algunos departamentos. Muchos oficiales sentían que la poderosa institución soviética abusaba de su poder, siguiendo unos procedimientos burocráticos muy estrictos que dificultaban el éxito de la colectivización agrícola en la URSS. Los campesinos soviéticos tenían las mismas críticas sobre el funcionamiento de algunos departamentos internos, a menudo los campesinos eran representados como unos borrachos, enbaucadores y saboteadores que iban contra el partido comunista y estaban en contra de la colectivización. Aunque la mayor parte de estos informes eran falsos y describían la vida del campesinado de una forma equivocada, los funcionarios justificaban con ellos la imposición de unas cuotas de producción muy elevadas en el sector agrícola. Los oficiales pensaban que manteniendo a los campesinos ocupados sería menos probable que estos participasen en actividades ilegales.

### El final de la Rabkrin
Desde noviembre de 1930 hasta octubre de 1931, Andréi Andréiev dirigió la Rabkrin. Como su predecesor Ordzhonikidze, Andréiev presionó para conseguir un mayor crecimiento del sector industrial, así como una mayor expansión militar. Desde octubre de 1931 hasta enero de 1934, Yan Rudzutak lo reemplazó como director del Comisariado del Pueblo para la Inspección de Trabajadores y Campesinos. Después del éxito del primer plan quinquenal, la economía soviética entró en un periodo de expansión y seguridad financiera. Las potencias mundiales de aquella época estaban experimentando los efectos de la Gran depresión, mientras que la economía soviética parecía imparable desde una perspectiva externa. En el XVII congreso del Partido Comunista de Toda la Unión, y sintiendo que su propósito ya se había cumplido al ayudar a crear una administración más eficiente y una estructura económica más sólida, la Rabkrin fue disuelta y sus funciones pasaron a la Comisión de Control del Pueblo.
Después de que la Comisión de Control del Pueblo se hizo responsable de la producción, los sindicatos se convirtieron en un elemento de apoyo para muchos ciudadanos soviéticos que habitaban en zonas industriales y se logró reducir el caos causado por el excesivo control burocrático.
Aunque la Rabkrin se recuerda por sus restricciones y enfrentamientos con las otras organizaciones del establishment soviético, bajo la dirección de Stalin, tuvo un cierto éxito en ayudar a la creación y posterior desarrollo de la economía soviética.

## Lista de Comisarios del Pueblo
| N.º | Comisario | Comisario                       | Partido | Partido           | Periodo                                        | Gabinete            |
| --- | --------- | ------------------------------- | ------- | ----------------- | ---------------------------------------------- | ------------------- |
| 1   |           | Valerián Kúibyshev (1888-1935)  |         | Partido Comunista | 6 de julio de 1923-5 de agosto de 1926         | Lenin II Rýkov I–II |
| 2   |           | Sergó Ordzhonikidze (1886-1937) |         | Partido Comunista | 5 de noviembre de 1926-10 de noviembre de 1930 | Rýkov II–III–IV     |
| 3   |           | Andréi Andréyev (1895-1971)     |         | Partido Comunista | 22 de noviembre de 1930-9 de octubre de 1931   | Rýkov IV Mólotov I  |
| 4   |           | Jānis Rudzutaks (1887-1938)     |         | Partido Comunista | 9 de octubre de 1931-11 de febrero de 1934     | Mólotov I           |